# Zborce
Zborc en albanais et Zborce en serbe latin (en serbe cyrillique : Зборце) est une localité du Kosovo située dans la commune de Shtime/Štimlje, district de Ferizaj/Uroševac (Kosovo). Selon le recensement kosovar de 2011, elle compte 901 habitants, tous albanais.

## Histoire
Dans le village se trouve une fontaine commémorant la lutte de libération nationale yougoslave pendant la Seconde Guerre mondiale ; elle est inscrite sur la liste des monuments culturels du Kosovo.

## Démographie

### Évolution historique de la population dans la localité
| 1948 | 1953 | 1961 | 1971 | 1981 | 1991 | 2011 |
| ---- | ---- | ---- | ---- | ---- | ---- | ---- |
| 317  | 346  | 393  | 507  | 584  | 610  | 901  |

|  |